# Xúc giác

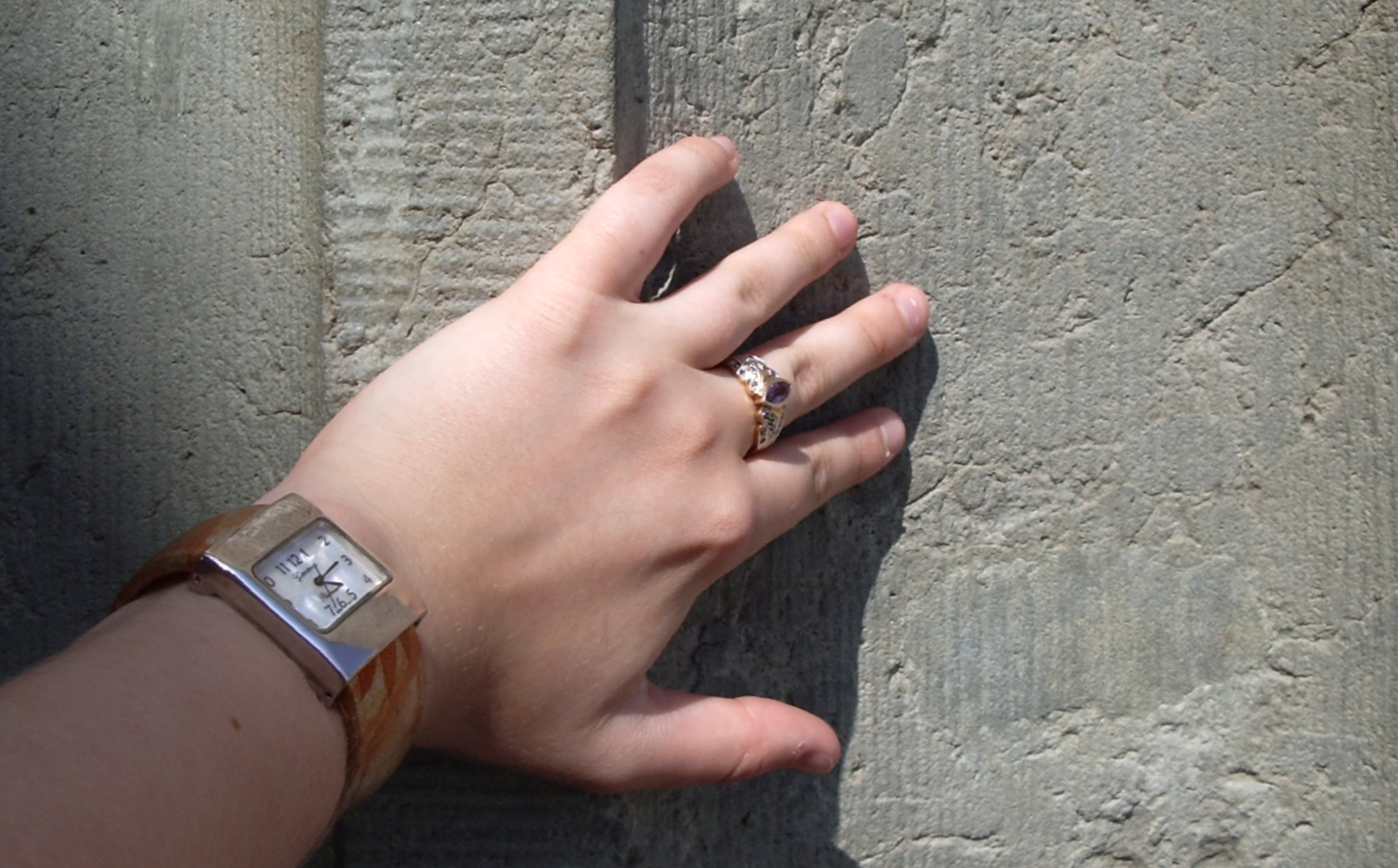
Sờ tay vào tường

Xúc giác là những cảm giác có được khi đụng chạm, tiếp xúc bằng da (qua tay, chân...).
Những nhận thức này được coi là một trong năm giác quan của động vật có thể nhận biết hay ước lượng cấu tạo bề mặt, trọng lượng, độ lớn, độ nóng của vật chất hay đối tượng qua tiếp xúc bằng da, qua các động tác như rờ, nắn, nâng, cọ xát, ôm... Những nhận thức này được chuyển thẳng lên não và cho phép não đánh giá và xác định nhiệt độ, sự nguy hiểm (tạo cảm giác đau đớn, nóng lạnh... và tạo bỏng, bị thương)...